# Carta marina
Carta marina (latinsky „námořní mapa“) je nejstarší dochované mapové vyobrazení Severní Evropy. Jedná se o mapu na svou dobu překvapivě přesnou, obsahující řadu detailů a místních jmen.
Mapa o rozměrech 1,70×1,25 m byla vyrobena Švédem Olaem Magnem (1490–1557) během jeho diplomatického pobytu v Římě. Mapa je rozdělena na 3×3 archy, na něž byla postupně tištěna z dřevorytů. Latinské poznámky na mapě přeložil ještě sám autor do italštiny a němčiny. Obecně se předpokládá, že jako obšírný poznámkový aparát k mapě měla sloužit kniha Historia de gentibus septentrionalibus („Vyprávění o národech severních“), vydaná 1555 v Římě.
Autor pracoval na mapě dvanáct let. Roku 1539 byla připravena k tisku a v Benátkách byly zhotoveny první exempláře. Bylo jich však jen několik a papež Pavel III. uvalil na mapu desetiletý zákaz šíření, což vedlo k tomu, že mapu od roku 1574 dlouho nikdo neviděl a někteří její existenci považovali za pouhou legendu. Teprve roku 1886 byl Dr. Oscarem Brennerem nalezen jeden exemplář ve Dvorní a státní knihovně v Mnichově, kde je uchováván dodnes. Další exemplář byl nalezen roku 1961 ve Švýcarsku, ovšem už roku 1962 byl zakoupen Univerzitní knihovnou v Uppsale, kde je dnes uchováván.
Kromě Carty Mariny jsou dnes známy ještě dvě starší mapy, vyobrazující Severní Evropu částečně - mapy Skandinávie od Jacoba Zieglera a od Claudia Claussöna Swarta.